# جاك كوندون (لاعب كرة مضرب)
جاك كوندون (بالإنجليزية: Jack Condon)‏ هو لاعب كرة مضرب جنوب أفريقي، ولد في 9 سبتمبر 1903 في جوهانسبرغ في جنوب أفريقيا، وتوفي في 1967 في كوازولو ناتال في جنوب أفريقيا.

## وصلات خارجية
- جاك كوندون على موقع رابطة محترفي التنس (الإنجليزية)
- جاك كوندون على موقع الاتحاد الدولي لكرة المضرب (الإنجليزية)
- جاك كوندون على موقع كأس ديفيز (الإنجليزية)
- جاك كوندون على موقع خلاصة التنس.كوم (الإنجليزية)
- جاك كوندون على موقع أوليمبيديا (الإنجليزية)